# Saepta Iulia
Saepta Iulia (ordagrant ”Julius’ skrank”) var en offentlig byggnad på centrala Marsfältet i antikens Rom. I Saepta Iulia, som mätte 310 x 120 meter, samlades medborgarna för att avlägga sina röster under republikens tid. Byggnaden påbörjades av Julius Caesar år 54 f.Kr.; bygget fortsattes av Lepidus och invigdes av Agrippa år 26 f.Kr. Saepta Iulia ersatte en äldre byggnad, benämnd Ovile. Under kejsartiden användes Saepta Iulia emellertid nästan inte alls för voteringar. Kejsarna Augustus, Caligula och Claudius lät anordna gladiatorspel i Saepta Iulia, men byggnaden nyttjades även för naumachia, gymnastikuppvisningar samt för marknadsplats för lyxvaror.
I samband med ludi saeculares år 17 f.Kr. samlades senaten i Saepta Iulia, vilket var enda gången det skedde. Tiberius talade i Saepta Iulia till folket efter sin återkomst från det illyriska fälttåget. Plinius upplyser läsaren om att det i Saepta Iulia stod skulpturer föreställande Olympus och Pan samt Chiron och Akilles.
Saepta Iulia eldhärjades vid en brand år 80 e.Kr. men återuppbyggdes inom kort.

## Bilder
| - Saepta Iulia. Ritning av Giovanni Battista Piranesi. - Rester av Saepta Iulia vid Pantheon. |